# Alex Lovy
Alexander Terry Lovy (2. September 1913 in Passaic, New Jersey – 14. Februar 1992 in Valencia, Kalifornien) war ein US-amerikanischer Animator, Regisseur und Produzent von Zeichentrickfilmen. Alex Lovy arbeitete für Walter Lantz Productions, Screen Gems/Columbia Pictures, Hanna-Barbera und Warner Bros. und schuf dabei Zeichentrickfiguren wie Cool Cat und Colonel Rimfire sowie Merlin the Magic Mouse und dessen Sidekick Second Banana.
Im Laufe seiner Karriere war Lovy verantwortlich für Zeichentrickproduktionen mit Oswald dem lustigen Hasen, Andy Panda, Woody Woodpecker, Chilly Willy, Daffy Duck, Speedy Gonzales, Scooby-Doo, Fenn – Hong Kong Pfui, Familie Feuerstein, Die Jetsons und Yogi Bär.

## Werdegang

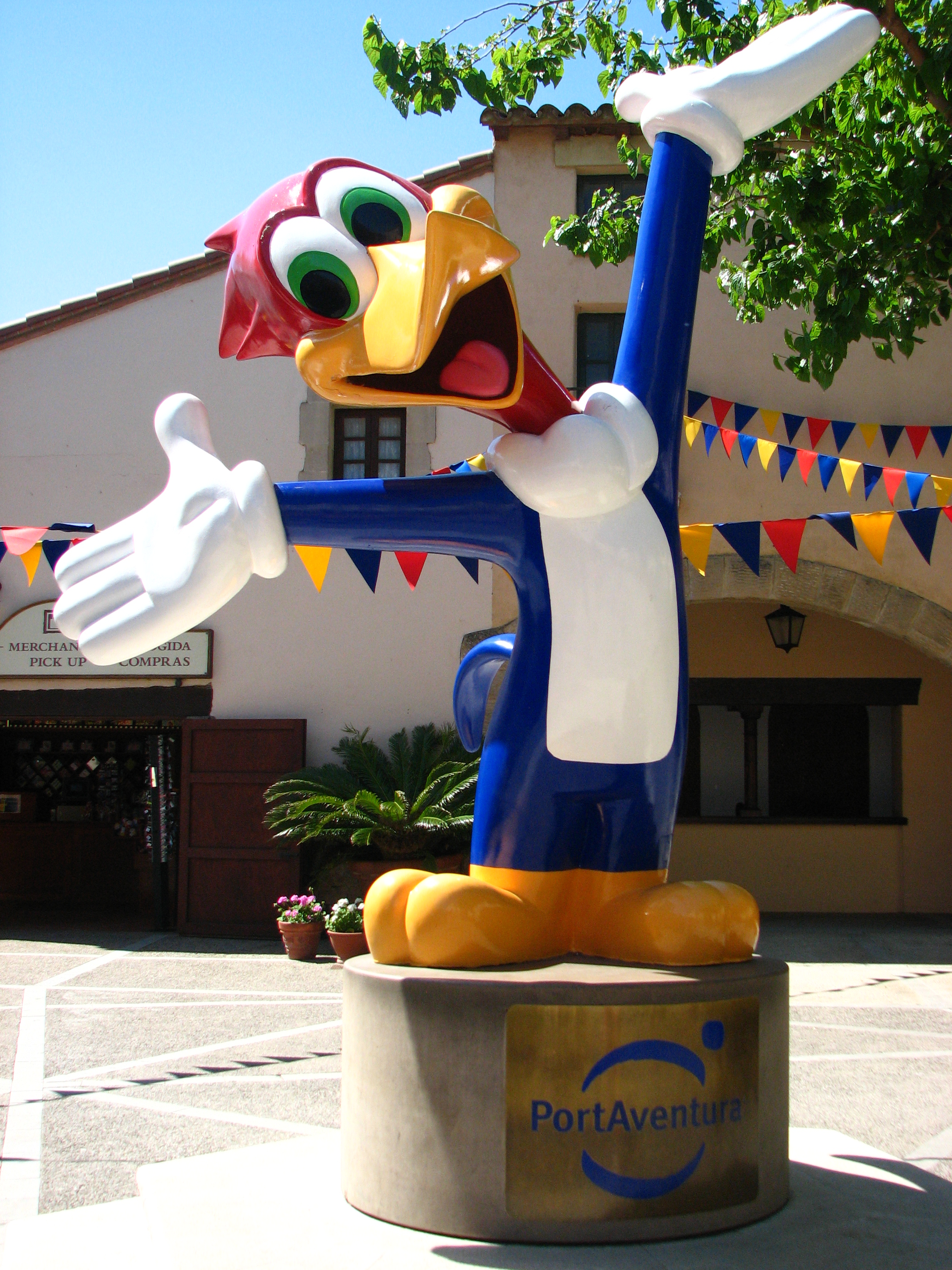
Woody-Woodpecker-Statue

Alexander Lovy wurde im 20 Kilometer von Manhattan entfernten Passaic, New Jersey, geboren. Im Jahr 1933 wurde Alex Lovy Animator in den New Yorker Van Beuren Studios, die bis 1936 kurze Zeichentrickfilme für das Kinovorprogramm produzierten, darunter Felix the Cat. Zwischen 1936 und 1937 arbeitete Lovy als Zeichner für National Comics (später: DC Comics) und zeichnete Comic-Serien wie Slim and Tex, Dale Daring, Lieutenant Leeds und Hope Hazard G-Women.
Ab 1937/38 arbeitete Lovy für Walter Lantz. Er machte Skizzen für den Drehbuchautor Victor McLeod und koordinierte Feed the Kitty, den letzten Cartoon mit der in den Walter-Lantz-Studios weitergeführten Walt-Disney-Figur Oswald the Lucky Rabbit.
Zusammen mit Lantz entwickelte er den Trickfilmcharakter Andy Panda und führte Regie bei dessen Filmdebüt Life Begins for Andy Panda, die Kinopremiere war am 9. Oktober 1939. Ebenso war er an der Gestaltung des Helmspechts Woody Woodpecker beteiligt, zu sehen in Pantry Panic von 1941. Ab der vierten Folge, The Hollywood Matador (1942), übernahm er von Lantz die Regie der erfolgreichen Woody-Woodpecker-Cartoons. Es folgten Ace in the Hole, The Loan Stranger, The Screwball und The Dizzy Acrobat; letzterer brachte den Studios eine Oscar-Nominierung ein.
Bereits im November 1942 wurde Lovy zur US-Navy eingezogen, wo er bis 1945 im Einsatz war. Mit Ende des Zweiten Weltkrieges arbeitete er kurzzeitig für Screen Gems, die Cartoon-Abteilung von Columbia Pictures. Er verantwortete fünf Zeichentrickfilme der Reihe Color Rhapsodies, bevor die Abteilung 1946 aus finanziellen Gründen geschlossen wurde.
Im Jahr 1955 kehrte Lovy zu Walter Lantz Productions zurück und beendete einige Cartoons mit dem Pinguin Chilly Willy, die sein Kollege Tex Avery bei einem kurzen Intermezzo in den Lantz-Studios begonnen hatte. Dazu gehören die Kurzfilme Hot and Cold Penguin, Room and Wrath und Hold That Rock. Mit dem Cartoon The Tree Medic vom 9. Dezember 1955 setzte Lovy seine Arbeit an Woody Woodpecker fort.
Als sich die Tom-und-Jerry-Erfinder William Hanna und Joseph Barbera mit ihrem eigenen Studio Hanna-Barbera von MGM unabhängig machten, stieß Lovy 1959 als Regisseur, Produzent und Storyboard-Animator dazu. Nach fünf Jahren Pause öffneten Warner Bros. 1967 ihre Cartoon-Abteilung erneut, und Lovy übernahm für ein Jahr die Regie zu mehreren Zeichentrickfilmen der Reihen Looney Tunes und Merrie Melodies. Neben Filmen mit den bereits etablierten Figuren Daffy Duck und Speedy Gonzales konnte er auch einige Projekte mit eigenen Charakteren wie Cool Cat, Colonel Rimfire, Merlin the Magic Mouse und Second Banana entwickeln. Bereits 1968 kehrte er als Produzent zu Hanna-Barbera zurück, wo er bis zu seinem Lebensende 1992 verblieb.
Lovy war Linkshänder und besaß die Fähigkeit der Beidhändigkeit (Ambidextrie), das bedeutet, er konnte mit beiden Händen gleichzeitig schreiben und zeichnen.

## Familie
Alex Lovy war zweimal verheiratet. Am 15. Mai 1938 ehelichte er die Kellnerin Monte Maxine Lovy, doch bereits anderthalb Monate später trennte sich das Paar, da Alex Lovy laut Los Angeles Times in der Ehe „unzufrieden“ war. Im Juli 1947 heiratete er die Cartoon-Zeichnerin Vivian Jean. Ihre gemeinsame Tochter Nicki arbeitete ab 1966 bei Hanna-Barbera sowie weiteren Studios.

## Auszeichnungen
Zwei seiner Regiearbeiten wurden für einen Oscar in der Kategorie „Bester animierter Kurzfilm“ nominiert. Lovys Film Juke Box Jamboree war 1943 nominiert, konnte sich jedoch nicht gegen Der Fuehrer’s Face durchsetzen. The Dizzy Acrobat war 1944 nominiert, konnte sich jedoch nicht gegen Tom spielt Feuerwerker behaupten. Im Jahr 1988 erhielt Lovy den Motion Picture Screen Cartoonists Awards.

## Filmografie

### Animator
- Feed the Kitty (mit Oswald the Lucky Rabbit; Walter Lantz Productions, 1938)
- Movie Phoney News (Walter Lantz Productions; 1938)
- Pantry Panic (mit Woody Woodpecker; 24. November 1941)
- $21 a Day (Once a Month) (Swing Symphony; 1. Dezember 1941)
- The Hams That Couldn’t Be Cured (Swing Symphony; 4. März 1942)

### Regie

#### Walter Lantz Productions (1937–1942)
- The Cat and the Bell (Baby-Face-Mouse-Cartoon; 3. Oktober 1938)
- Sailor Mouse (Baby-Face-Mouse-Cartoon; 7. November 1938)
- Life Begins for Andy Panda (Andy-Panda-Cartoon; 9. Oktober 1939)
- Recruiting Daze (28. Oktober 1940)
- Juke Box Jamboree (Swing Symphony; 27. Juli 1942)
- The Hollywood Matador (Woody-Woodpecker-Cartoon; 9. Februar 1942)
- Ace in the Hole (Woody-Woodpecker-Cartoon; 22. Juni 1942)[9]
- Yankee Doodle Swing Shift (Swing Symphony; 21. September 1942)
- The Loan Stranger (Woody-Woodpecker-Cartoon; 19. Oktober 1942)
- Boogie Woogie Sioux (Swing Symphony; 30. November 1942)
- Cow-Cow Boogie (Swing Symphony; 3. Januar 1943)
- The Screwball (Woody-Woodpecker-Cartoon; 15. Februar 1943)
- Swing Your Partner (Swing Symphony; 26. April 1943)
- The Dizzy Acrobat (Woody-Woodpecker-Cartoon; 21. Mai 1943)

#### Screen Gems/Columbia Pictures (1946)
- Flora (Color Rhapsody; 18. März 1948)
- Lo, the Poor Buffal (Color Rhapsody; 14. November 1948)
- Grape Nutty (Color Rhapsody; 14. April 1949)

#### Walter Lantz Productions (1955–1959)
- Hot and Cold Penguin (Chilly-Willy-Cartoon; 24. Oktober 1955)
- The Tree Medic (Woody-Woodpecker-Cartoon; 9. Dezember 1955)
- Pigeon Holed (Homer-Pigeon-Cartoon; 16. Januar 1956)[10]
- The Ostrich Egg and I (9. April 1956)
- Room and Wrath (Chilly-Willy-Cartoon; 4. Juni 1956)
- Hold That Rock (Chilly-Willy-Cartoon; 30. Juli 1956)
- Woody Meets Davy Crewcut (Woody-Woodpecker-Cartoon; 17. Dezember 1956)
- Watch the Birdie (Woody-Woodpecker-Cartoon; 24. Februar 1958)
- Polar Pests (Chilly-Willy-Cartoon; 21. Februar 1958)
- A Chilly Reception (Chilly-Willy-Cartoon; 16. Juni 1958)
- Little Televillain (Chilly-Willy-Cartoon; 8. Dezember 1958)
- Space Mouse (Hickory-Dickory-Doc-Cartoon; 7. September 1959)
- Mouse Trapped (Hickory-Dickory-Doc-Cartoon; 8. Dezember 1959)

#### Hanna-Barbera Cartoons (1959–1966)
- Alice in Wonderland (or What’s a Nice Kid Like You Doing in a Place Like This?) (1966)

#### Warner Bros. Cartoons (1967–1968)
- Speedy Ghost to Town (Merrie Melodies; 29. Juli 1967)
- Rodent to Stardom – Daffy, der verhinderte Star (Looney Tunes; 23. September 1967)
- Go Away Stowaway	(Merrie Melodies; 30. September 1967)
- Cool Cat (Looney Tunes; 14. Oktober 1967)
- Merlin the Magic Mouse (Merrie Melodies; 18. Nov. 1967)
- Fiesta Fiasco (Looney Tunes; 9. Dezember 1967)
- Hocus Pocus Powwow (Looney Tunes; 13. Januar 1968)
- Norman Normal (Cartoon Special; 3. Februar 1968)
- Big Game Haunt (Merrie Melodies; 10. Februar 1968)
- Skyscraper Caper (Looney Tunes; 9. März 1968)
- Hippydrome Tiger (Looney Tunes; 30. März 1968)
- Feud with a Dude (Merrie Melodies; 25. Mai 1968)
- See Ya Later, Gladiator (Looney Tunes; 29. Juni 1968)
- 3 Ring Wing-Ding (Looney Tunes; 24. August 1968)
- Flying Circus (Looney Tunes; 14. September 1968)
- Chimp & Zee (Merrie Melodies; 12. Oktober 1968)
- Rabbit Stew and Rabbits Too! (Looney Tunes; 7. Juni 1969)[11]

### Produzent

#### Hanna-Barbera (1968–1992)
- Scooby-Doo Where Are You? (1969–71)
- The Harlem Globetrotters (1970–73)
- Hong Kong Phooey (1974–76)
- The Flintstones (1977–81)
  - Fred Flintstone and Friends (1977)
  - A Flintstone Christmas (1977)
  - The Flintstones Meet Rockula and Frankenstone (1979)
  - The Flintstones’ New Neighbors (1980)
  - The Flintstone Comedy Show (1980)
  - Wind-Up Wilma (1981)
  - Jogging Fever (1981)
  - Fred’s Final Fling (1981)
- Die Jetsons/Episodenliste (1985)
  - Space Bong – Geheimagent 4712 (30. Oktober 1985)
  - Astro’s Big Moment – Spacelys Halloweenparty (1. November 1985)
  - The Vacation – Eine Kreuzfahrt auf dem Traumweltraumschiff (7. November 1985)
- Yogi Bear (1988–89)